# Biatlo na Universíada de Inverno de 2011
As competições de biatlo na Universíada de Inverno de 2011 foram disputadas na Região de Kandilli em Erzurum, Turquia entre 29 de janeiro e 5 de fevereiro de 2011.

## Calendário
| Biatlo    | Janeiro | Janeiro | Janeiro | Janeiro | Janeiro | Janeiro | Fevereiro | Fevereiro | Fevereiro | Fevereiro | Fevereiro | Fevereiro |
| Biatlo    | 26      | 27      | 28      | 29      | 30      | 31      | 01        | 02        | 03        | 04        | 05        | 06        |
| --------- | ------- | ------- | ------- | ------- | ------- | ------- | --------- | --------- | --------- | --------- | --------- | --------- |
| Masculino |         |         |         | 1       |         |         | 1         | 1         |           |           | 1         |           |
| Feminino  |         |         |         | 1       |         |         | 1         | 1         |           |           | 1         |           |
| Misto     |         |         |         |         |         |         |           |           |           | 2         |           |           |

|  | Treino não oficial |  | Treino oficial |  | Dia de competição |  | Dia de final |

## Medalhistas
Esses são os resultados dos medalhistas:
Masculino
| Evento                 | Ouro               | Ouro    | Prata              | Prata   | Bronze                 | Bronze  |
| ---------------------- | ------------------ | ------- | ------------------ | ------- | ---------------------- | ------- |
| Individual 20 km       | RUS Artem Gusev    | 57m34s2 | BUL Krasimir Anev  | 57m43s1 | SVK Matej Kazar        | 57m44s6 |
| Velocidade 10 km       | UKR Artem Pryma    | 28m25s3 | UKR Sergii Semenov | 28m31s7 | RUS Evgeniy Garanichev | 28m38s9 |
| Perseguição 12,5 km    | UKR Sergii Semenov | 36m08s6 | UKR Artem Pryma    | 35m21s7 | RUS Evgeniy Garanichev | 36m31s5 |
| Largada coletiva 15 km | UKR Artem Pryma    | 41m22s2 | BUL Krasimir Anev  | 41m31s2 | RUS Alexey Trusov      | 41m31s4 |

Feminino
| Evento                   | Ouro                 | Ouro    | Prata                    | Prata   | Bronze                  | Bronze  |
| ------------------------ | -------------------- | ------- | ------------------------ | ------- | ----------------------- | ------- |
| Individual 15 km         | RUS Daria Virolaynen | 48m13s6 | GER Franziska Hildebrand | 48m56s9 | BLR Darya Yurkevich     | 49m09s9 |
| Velocidade 7,5 km        | UKR Vita Semerenko   | 23m39s5 | RUS Evgeniya Sedova      | 24m18s7 | BUL Emilia Yordanova    | 24m27s4 |
| Perseguição 10 km        | UKR Vita Semerenko   | 32m16s3 | RUS Daria Virolaynen     | 32m33s0 | RUS Evgeniya Sedova     | 32m40s1 |
| Largada coletiva 12,5 km | RUS Maria Sadilova   | 42m00s7 | RUS Anna Kunaeva         | 42m47s3 | GER Stefanie Hildebrand | 43m10s5 |

Misto
| Evento                   | Ouro                                                                      | Ouro      | Prata                                                                           | Prata     | Bronze                                                                        | Bronze    |
| ------------------------ | ------------------------------------------------------------------------- | --------- | ------------------------------------------------------------------------------- | --------- | ----------------------------------------------------------------------------- | --------- |
| Revezamento 2x6+2x7,5 km | UKR Ucrânia Svitlana Krykonchuk Vita Semerenko Artem Pryma Sergii Semenov | 1h24m58s6 | RUS Rússia Anastasiya Romanova Evgeniya Sedova Alexey Trusov Evgeniy Garanichev | 1h27m27s2 | BUL Bulgária Emiliya Yordanova Silviya Georgieva Vladimir Iliev Krasimir Anev | 1h28m46s4 |

## Quadro de medalhas
| Ordem | País             | Medalha de ouro | Medalha de prata | Medalha de bronze |    |
| ----- | ---------------- | --------------- | ---------------- | ----------------- | -- |
| 1     | UKR Ucrânia      | 6               | 2                |                   | 8  |
| 2     | RUS Rússia       | 3               | 4                | 4                 | 11 |
| 3     | BUL Bulgária     |                 | 2                | 2                 | 4  |
| 4     | GER Alemanha     |                 | 1                | 1                 | 2  |
| 5     | BLR Bielorrússia |                 |                  | 1                 | 1  |
|       | SVK Eslováquia   |                 |                  | 1                 | 1  |
| TOTAL | TOTAL            | 9               | 9                | 9                 | 27 |

Legenda
| Recorde mundial        | Recorde mundial (World record)               |                       | Recorde africano                      | Recorde africano (African) |                                           | Q | Classificado por posição (Qualified) |
| Recorde da Universíada | Recorde da Universíada (Universiade record)  | Recorde da América    | Recorde da América (Americas)         | q                          | Classificado por melhor tempo (Qualified) |   |                                      |
| Melhor marca do ano    | Melhor marca do ano (World leading)          | Recorde asiático      | Recorde asiático (Asian)              | DNS                        | Não largou (Did not start)                |   |                                      |
| Recorde nacional       | Recorde nacional (National record)           | Recorde europeu       | Recorde europeu (European)            | DNF                        | Não terminou (Did not finish)             |   |                                      |
| Recorde pessoal        | Recorde pessoal do atleta (Personal best)    | Recorde da Oceania    | Recorde da Oceania (Oceania)          | DSQ / DQ                   | Desclassificado (Disqualified)            |   |                                      |
| Recorde da temporada   | Recorde da temporada do atleta (Season best) | Recorde sul-americano | Recorde sul-americano (South America) | NM                         | Sem marca (No mark)                       |   |                                      |